# Torrelles de Foix
Torrelles de Foix è un comune spagnolo di 1 713 abitanti situato nella comunità autonoma della Catalogna.